# مبارك بشير
مبارك بشير هو كاتب، وشاعر، وأستاذ جامعي من السودان.

## حياته
ولد الشاعر مبارك بشير في الخرطوم عام 1966م، وتخرج من كلية الآداب بجامعة الخرطوم، حيث نال بكالوريوس الفلسفة واللغات عام 1977م، ثم عمل بمصلحة الثقافة، وحاز على دبلوم الدراسات الأفريقية والآسيوية، بجامعة الخرطوم. كما نال دبلوم اللغة الفرنسية بالمركز الثقافي الفرنسي في الخرطوم، ودبلوم اللغة الألمانية بمعهد هيدر في ألمانيا الشرقية وفق وكالة الأنباء السودانية (سونا). وحصل على الدكتوراه في السياسيات الثقافية و التعليمية من مركز الدراسات الإفريقية والشرق أوسطية بجامعة لايبتزغ في ألمانيا عام 1986م، كما حصل عام 1983م على ماجستير في الدراسات العربية من نفس الجامعة الألمانية.

## أعماله
عمل الشاعر مبارك بشير بمصلحة الثقافة التابعة لوزارة الثقافة والأعلام، وبالمركز القومي للبحوث، وبمركز الإعلام الإنمائي، وبأكاديمية السودان لعلوم الاتصال، وبجامعة العلوم والثقافة في أمدرمان. وله كتابات منشورة في الأدب والشعر والصحافة؛ بزاوية صحفية بعنوان «أواصر»، وصدرت له مجموعة شعرية في عام 1982م، كما قام بكتابة قصائد غنائية باللهجة السودانية ومن مؤلفاته:
- «نلتقيك اليوم ياوطني».
- «عويناتك».
- «عرس الفداء ويا نسمة».

كما تغنى بأشعاره كبار الفنانيين، حيث غنى له الرحل محمد وردي «عرس الفداء ويا نسمة»، ومحمد الأمين «عويناتك».

## وفاته
توفي مبارك بشير مساء يوم الخميس 11 فبراير 2021م.